# Egesina postvittata
Egesina postvittata là một loài bọ cánh cứng trong họ Cerambycidae.